# Missori
Missori is een metrostation in de Italiaanse stad Milaan dat werd geopend op 16 december 1990 en wordt bediend door lijn 3 van de metro van Milaan. 

## Geschiedenis
In het metroplan van 1952 was Missori niet opgenomen, lijn 3 zou ten zuiden van Duomo naar het westen afbuigen en lijn 4 zou langs het oosten van de binnenstad lopen en vanaf Porta Romana naar het zuidoosten lopen. In 1977 werd echter besloten om het deel van lijn 4 ten zuiden van Porta Romana als zuidelijke deel van lijn 3 te bouwen en via Duomo te koppelen de rest van lijn 3. Hiermee verviel ook het deel van lijn 3 ten zuidwesten van Duomo en werden twee stations, waaronder Missori, tussen Duomo en Porta Romana opgenomen in de plannen. In 1981 kwam de financiering rond en begon de bouw van een dubbeldekstunnel tussen Repubblica in het noorden en Porta Romana in het zuiden. Op 3 mei 1990 was het noordelijke deel (Centrale FS – Duomo) gereed en op 16 december 1990 kon de hele tunnel tot aan Porta Romana gebruikt worden.

## Ligging en inrichting
De verdeelhal ligt haaks op de perrons en de tunnelbuizen onder het Piazza Velasca naast de Torre Velasca. Daar is ook de hoofdingang van het station te vinden, de noordelijke toegang ligt op het Piazza Giuseppe Missori, waar het station zijn naam aan dankt. Deze toegang is via een voetgangerstunnel boven de dubbeldekstunnel verbonden met de verdeelhal. Vanuit de verdeelhal dalen de reizigers af naar een hal naast het perron voor de metro naar het noorden, reizigers naar het zuiden kunnen hier met liften en (rol)trappen verder naar beneden naar het onderste perron. 
Het onderste perron heeft zuilen ter ondersteuning van het bovenste perron, het bovenste perron heeft deze niet. Het geheel is afgewerkt in de stijl van lijn 3, met blokken op de perronwand en een geel rooster als plafond. Ten oosten van het station ligt de universiteit van Milaan waar in 2024 metrostation Sforza-Policlinico zal worden geopend. Missori en Sforza-Policlinico zullen met een bovengrondse looproute met elkaar worden verbonden ten behoeve van overstappers.

## Toekomst
Voor de langere termijn ligt er een plan voor lijn 6 die in de binnenstad Cadorna FN en Santa Sofia zal verbinden via Missori. Bij deze stations kunnen reizigers dan overstappen op respectievelijk lijn 1 en 2 en lijn 4 en 3. De bouw van deze lijn zal echter niet beginnen voordat lijn 4 gereed is zodat het eerste deel van lijn 6 niet voor 2030 te verwachten is.